# Tianguistongo
Tianguistongo es una localidad del municipio de Hueypoxtla, en el Estado de México (México). Según el censo de 2020, tiene una población de 2517 habitantes.
Está ubicada al norte de la Ciudad de México y al norte del municipio. Su nombre antiguo en lengua náhuatl es Tiyanquiztonco, que significa lugar del mercadillo. El nombre deriva de tiyanquiztli (en español, mercado) y tonco (en español, tierra sobre).[cita requerida]

## Contexto geográfico
El pueblo de Tianguistongo colinda al norte con el estado de Hidalgo, al sur con el pueblo de Santa María Ajoloapan, al este con el pueblo de Tezontlalpan de Zapata y al oeste con el pueblo de Tolcayuca, en el estado de Hidalgo.